# Иван Живковић
Иван Живковић је српски телевизијски и филмски редитељ. 

## Биографија
Дипломирао је на ФДУ - одсек за филмску и тв режију 1998. године, а магистрирао на Америчком филмском институту у Лос Анђелесу 2001 године.
С кратким играним филмом Даљински управљач - магистарски рад освојио је више од 30 међународних награда те номинацију за студентског Оскара.
На филму професионално ради као помоћник редитеља од 1991. године, као асистент значајним српским редитељима попут Горана Марковића, Срђана Драгојевића и Драгана Бјелогрлића.
Године 2007. режирао је дебитантски филм Хадерсфилд, по роману Угљеше Шајтинца.
За ТВ станице је режирао ТВ серије Миле против транзиције, Позориште у кући, Вере и завере, Корени, по роману Добрице Ћосића и Ујка нови хоризонти.
Као коредитељ учествује у 1. сезони, а заједно с Мирославом Лекићем као главни редитељ ради 2, 3. и 4 сезону популарне ТВ серије Убице мог оца , 1 и 2 сезону шпијунског трилера Државни службеник , и 9. епизоду 1 сезоне и 4 епизоду 2 сезоне серије Сенке над Балканом.
Живковић је тренутно у припремама за реализацију новог играног филма Хештег Бруцоши.

## Филмографија
| Год.       | Назив                      | Жанр                            | Награда |
| ---------- | -------------------------- | ------------------------------- | ------- |
| 1992.      | Тито и ја                  | асистент редитеља               |         |
| 1996.      | Лепа села лепо горе        | асистент редитеља               |         |
| 1998.      | Ране                       | асистент редитеља / копродуцент |         |
| 2003.      | Син                        | редитељ друге екипе Невада      |         |
| 2005.      | The Inner Circle           | асистент редитеља               |         |
| 2005.      | Ми нисмо анђели 2          | помоћник редитеља               |         |
| 2006-2007. | Миле против транзиције     | редитељ                         |         |
| 2007.      | Позориште у кући           | редитељ                         |         |
| 2007.      | Хадерсфилд                 | редитељ                         |         |
| 2013.      | На путу за Монтевидео      | помоћни редитељ                 |         |
| 2014.      | Бранио сам Младу Босну     | помоћник редитеља               |         |
| 2015.      | Мач освете                 | помоћник редитеља               |         |
| 2016.      | Вере и завере              | редитељ                         |         |
| 2016.      | Немој да звоцаш            | редитељ                         |         |
| 2018.      | Корени (ТВ серија)         | редитељ                         |         |
| 2016-2019. | Убице мог оца              | редитељ                         |         |
| 2017-2019. | Сенке над Балканом         | редитељ                         |         |
| 2018.      | Extinction                 | помоћник редитеља               |         |
| 2019.      | Ујка нови хоризонти        | редитељ                         |         |
| 2019-2020. | Државни службеник (серија) | редитељ                         |         |
| 2020.      | Случај породице Бошковић   | редитељ                         |         |
| 2021.      | Време зла (ТВ серија)      | редитељ                         |         |
| 2024.      | Време смрти (ТВ серија)    | редитељ                         |         |
| -.         | Бруцоши (филм)             | редитељ - у припреми            |         |